# Apple Push Notification Service
El Apple Push Notification Service (servicio de alertas Apple Push Notification) es un servicio móvil creado por la compañía Apple Inc., que fue lanzado con el iOS 3.0 el 17 de junio de 2009. El servicio usa la tecnología Push a través de una conexión IP constantemente abierta para enviar notificaciones de los servidores de aplicaciones de terceros para el iPhone, iPod Touch y ahora también el iPad, las notificaciones pueden incluir logos, canciones o alarmas de texto personalizadas.
La aplicación se encuentra disponible en los siguientes dispositivos:
- iPhone
- iPad
- iPod Touch